# Limnophila (Elporiomyia) crepuscula
Limnophila (Elporiomyia) crepuscula is een tweevleugelige uit de familie steltmuggen (Limoniidae). De soort komt voor in het Afrotropisch gebied.